# أل جنسن
أل جنسن (بالإنجليزية: Al Jensen)‏، هو لاعب هوكي الجليد كندي، ولد في 27 نوفمبر 1958 في هاميلتون في كندا.

## وصلات خارجية
- أل جنسن على موقع دوري الهوكي الوطني (الإنجليزية)
- أل جنسن على موقع EliteProspects.com (الإنجليزية)
- أل جنسن على موقع HockeyDB.com (الإنجليزية)
- أل جنسن على موقع Hockey-Reference.com (الإنجليزية)